# Pentodon topali
Pentodon topali är en skalbaggsart som beskrevs av S. Endrödi 1974. Pentodon topali ingår i släktet Pentodon och familjen Dynastidae. Inga underarter finns listade i Catalogue of Life.